# Thomisus tuberculatus
Thomisus tuberculatus es una especie de araña cangrejo del género Thomisus, familia Thomisidae. Fue descrita científicamente por Dyal en 1935.

## Distribución
Esta especie se encuentra en Pakistán.